# Ньюнан
Ньюнан (англ. Newnan) — місто (англ. city) в США, в окрузі Ковета штату Джорджія. Населення — 42 549 осіб (2020). Є одним з найбільш швидкозростаючих міст Джорджії.

## Географія
Ньюнан розташований за координатами 33°22′45″ пн. ш. 84°46′17″ зх. д. / 33.37917° пн. ш. 84.77139° зх. д. (33.379147, -84.771315) у західній частині штату Джорджія, приблизно в 30 милях на північний захід від Атланти. За даними Бюро перепису населення США в 2010 році місто мало площу 48,34 км², з яких 47,44 км² — суходіл та 0,91 км² — водойми.

### Клімат
Клімат Ньюнана характеризується як достатньо теплий, субтропічний. Рекордно висока температура (41 °C) була зафіксована 2012 року, а рекордно низька (-22 °C) відзначалася 1985 року.
| Клімат : Ньюнан              | Клімат : Ньюнан | Клімат : Ньюнан | Клімат : Ньюнан | Клімат : Ньюнан | Клімат : Ньюнан | Клімат : Ньюнан | Клімат : Ньюнан | Клімат : Ньюнан | Клімат : Ньюнан | Клімат : Ньюнан | Клімат : Ньюнан | Клімат : Ньюнан | Клімат : Ньюнан |
| Показник                     | Січ.            | Лют.            | Бер.            | Квіт.           | Трав.           | Черв.           | Лип.            | Серп.           | Вер.            | Жовт.           | Лист.           | Груд.           | Рік             |
| Середній максимум, °C        | 11,1            | 14,4            | 18,3            | 22,8            | 26,7            | 30,0            | 31,7            | 31,1            | 28,3            | 22,8            | 17,8            | 12,8            | 22,3            |
| Середній мінімум, °C         | −0,6            | 0,6             | 4,4             | 8,3             | 13,3            | 17,8            | 20,0            | 19,4            | 16,7            | 9,4             | 5,0             | 0,6             | 9,6             |
| Норма опадів, мм             | 139             | 131             | 151             | 106             | 111             | 101             | 118             | 102             | 82              | 73              | 106             | 108             | 1329            |
| ---------------------------- | --------------- | --------------- | --------------- | --------------- | --------------- | --------------- | --------------- | --------------- | --------------- | --------------- | --------------- | --------------- | --------------- |
| Джерело: The Weather Channel |                 |                 |                 |                 |                 |                 |                 |                 |                 |                 |                 |                 |                 |

## Демографія
Згідно з переписом 2010 року, у місті мешкало 33 039 осіб у 12 439 домогосподарствах у складі 8393 родин. Густота населення становила 683 особи/км².  Було 13860 помешкань (287/км²).
Расовий склад населення:
| - 58,9 % — білих - 30,2 % — чорних або афроамериканців - 2,6 % — азіатів - 0,3 % — корінних американців - 0,1 % — вихідців з тихоокеанських островів - 5,1 % — осіб інших рас |

До двох чи більше рас належало 2,8 %. Частка іспаномовних становила 11,0 % від усіх жителів.
За віковим діапазоном населення розподілялося таким чином: 28,5 % — особи молодші 18 років, 62,3 % — особи у віці 18—64 років, 9,2 % — особи у віці 65 років та старші. Медіана віку мешканця становила 32,3 року. На 100 осіб жіночої статі у місті припадало 90,4 чоловіків;  на 100 жінок у віці від 18 років та старших — 87,1 чоловіків також старших 18 років.
Середній дохід на одне домашнє господарство  становив 67 321 долар США (медіана — 50 052), а середній дохід на одну сім'ю — 79 187 доларів (медіана — 65 446). Медіана доходів становила 52 142 долари для чоловіків та 39 710 доларів для жінок. За межею бідності перебувало 22,6 % осіб, у тому числі 32,8 % дітей у віці до 18 років та 5,2 % осіб у віці 65 років та старших.
Цивільне працевлаштоване населення становило 15 017 осіб. Основні галузі зайнятості: освіта, охорона здоров'я та соціальна допомога — 20,1 %, виробництво — 13,6 %, транспорт — 12,7 %, роздрібна торгівля — 12,7 %.

## Відомі уродженці
- Алан Джексон — американський автор-виконавець, у стилі кантрі